# Municipio de Washington (condado de Rush)
El municipio de Washington (en inglés: Washington Township) es un municipio ubicado en el condado de Rush en el estado estadounidense de Indiana. En el año 2010 tenía una población de 475 habitantes y una densidad poblacional de 5,35 personas por km².

## Geografía
Según la Oficina del Censo de los Estados Unidos, tiene una superficie total de 88.73 km², de la cual 88,73 km² corresponden a tierra firme y (0 %) 0 km² es agua.

## Demografía
Según el censo de 2010, había 475 personas residiendo. La densidad de población era de 5,35 hab./km². De los 475 habitantes, estaba compuesto por el 99,16 % blancos, el 0,21 % eran afroamericanos, el 0,42 % eran isleños del Pacífico, el 0,21 % eran de otras razas. Del total de la población el 0,21 % eran hispanos o latinos de cualquier raza.